# Friedrich Egon von Fürstenberg

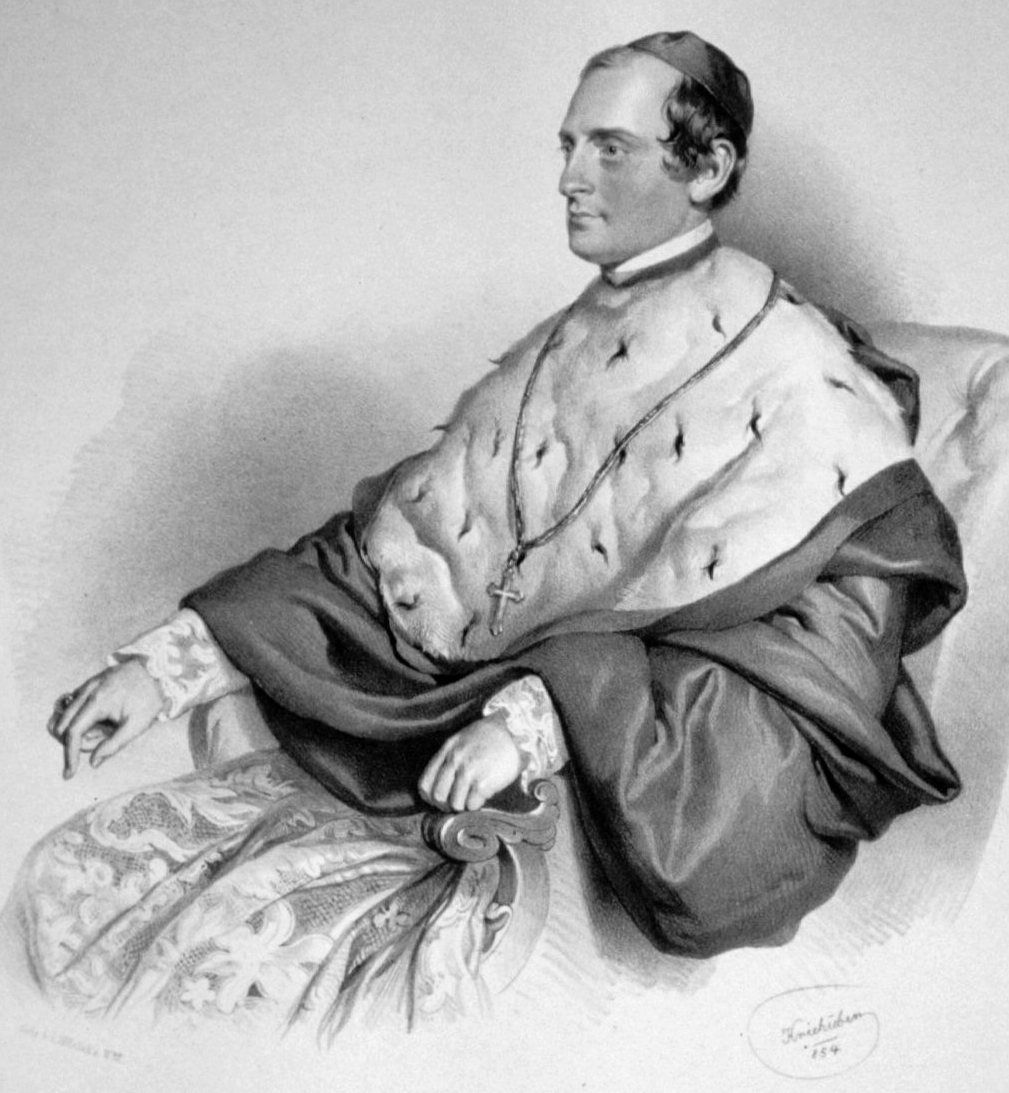
Erzbischof Friedrich Egon von Fürstenberg (Lithographie von Josef Kriehuber v. 1854)

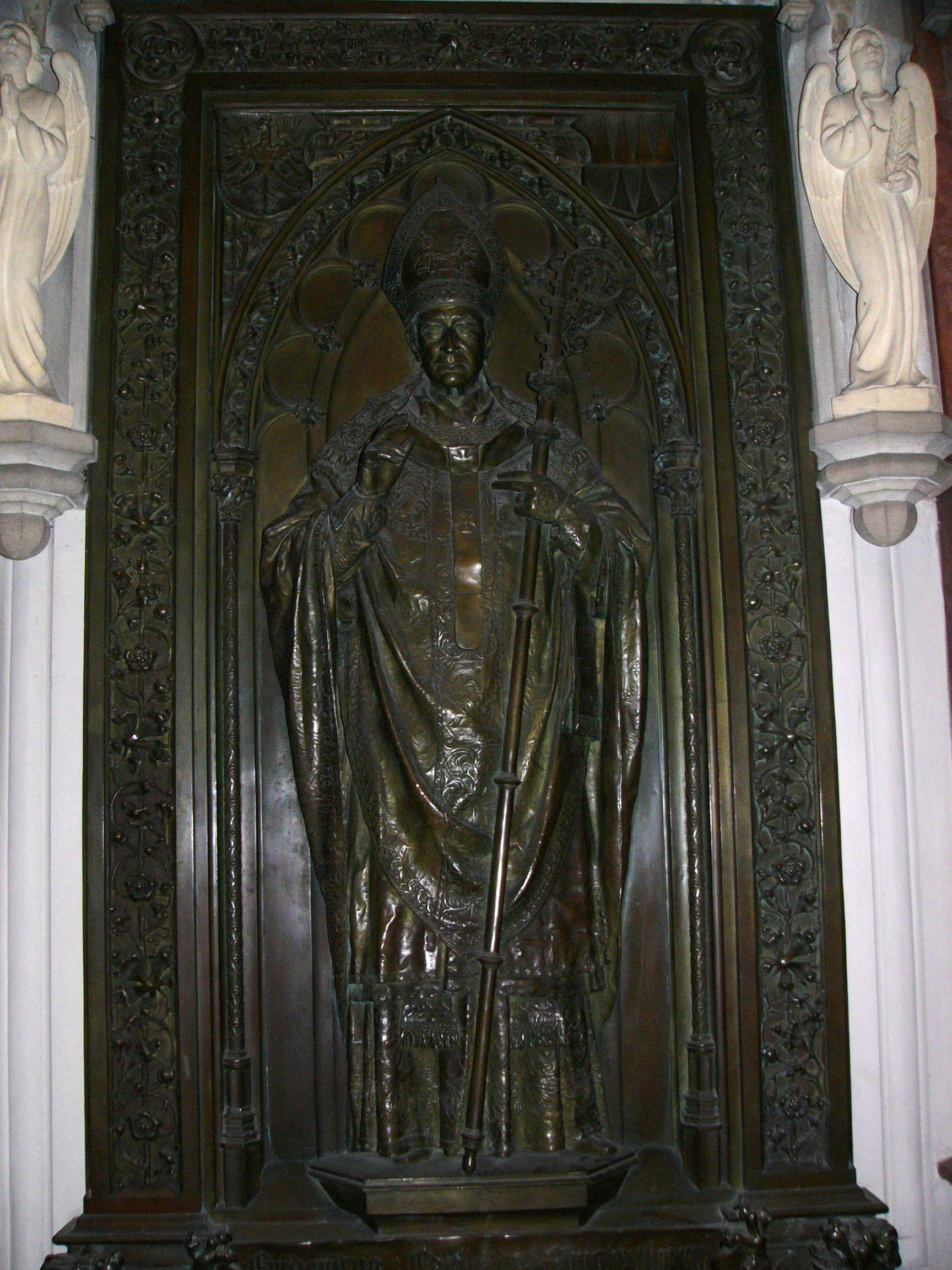
Grabstein für Friedrich Egon von Fürstenberg im Olmützer Dom

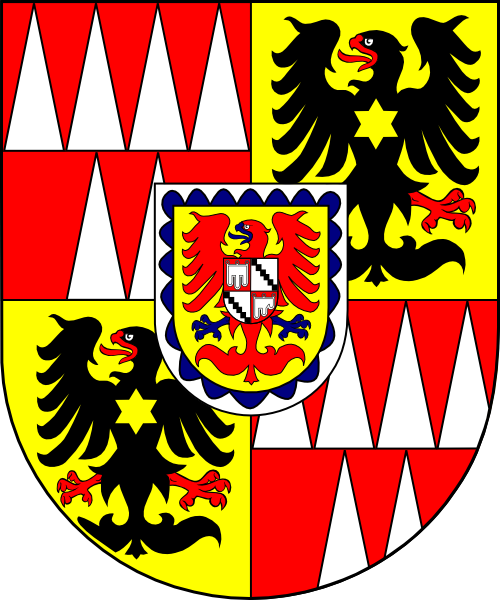
Wappen Friedrich Egon Kardinal von Fürstenberg

Friedrich Egon von Fürstenberg (tschechisch: Bedřich z Fürstenberka; * 8. Oktober 1813 in Wien; † 20. August 1892 in Hochwald, Mähren) war von 1853 bis 1892 Erzbischof von Olmütz sowie seit 1879 Kardinal der römisch-katholischen Kirche.

## Abstammung
Friedrich Egon von Fürstenberg entstammte der landgräflichen Linie des Fürstenhauses Fürstenberg zu Weitra. Seine Eltern waren Landgraf Friedrich Karl zu Fürstenberg (* 26. Januar 1774 in Wien; † 4. Februar 1856) und Prinzessin Maria Theresia zu Schwarzenberg (* 14. Oktober 1780 in Wien; † 9. November 1870 ebenda), eine Tochter des Fürsten Johann I. zu Schwarzenberg. Kardinal Friedrich zu Schwarzenberg war ein Cousin Friedrich Egons.

## Leben
Friedrich Egon von Fürstenberg wurde am 15. Oktober 1836 zum Priester geweiht. Er war Domherr in Olmütz und Pfarrer in Harbach. Am 6. Juni 1853 wurde er zum Erzbischof von Olmütz ernannt und am 27. Juni des Jahres päpstlich bestätigt. Die Bischofsweihe erfolgte am 27. Juni des Jahres. Im Konsistorium vom 12. Mai 1879 wurde er von Papst Leo XIII. zum Kardinalpriester mit der Titelkirche San Crisogono erhoben.
Während seiner Amtszeit gründete Erzbischof Friedrich Egon 1854 das Erzbischöfliche Gymnasium in Kremsier. Im Schloss Pschestawilk ließ er 1863 ein Ursulinenkloster errichten. 1882 gründete Kardinal Fürstenberg im Schloss Chorin ein Kloster der Kongregation vom Heiligen Kreuz. Der Olmützer Dom wurde 1883 bis 1892 durch die Architekten Gustav Meretta und Richard Völkel umfangreich im Stil der Neogotik umgebaut. Nach seinem Tod wurde Friedrich Egon Kardinal von Fürstenberg in dieser Kathedrale beigesetzt.
Als Erzbischof von Olmütz hatte er 1861 bis 1892 eine Virilstimme im Mährischen Landtag.